# Pimelodella cyanostigma
Pimelodella cyanostigma är en fiskart som först beskrevs av Cope, 1870.  Pimelodella cyanostigma ingår i släktet Pimelodella och familjen Heptapteridae. Inga underarter finns listade i Catalogue of Life.